# Талентовани господин Рипли (филм)
Талентовани господин Рипли (енгл. The Talented Mr. Ripley) је амерички филм из 1999. године. Филм је режирао Ентони Мингела, који је урадио и сценарио, адаптиран према истоименом роману Патрише Хајсмит, а главне улоге тумаче Мет Дејмон, Гвинет Палтроу и Џуд Ло. Филм је номинован у пет категорија за Оскара и у исто толико за Златни глобус.

## Заплет
Том Рипли, сиромашни младић, упознаје се са власником бродоградилишта Хербертом Гринлифом, те се представља као добар пријатељ са факултета његовог сина Дикија, који вријеме проводи у Италији. Господин Гринлиф, који нема скоро никакав контакт са својим сином, плаћа Тому да оде у Италију и да га наговори да се врати кући. Након што отпутује у Италију и упозна се са Дикијем и његовом дјевојком Марџ, Тому се све више почиње свиђати живот којим живе Дики и његова дјевојка, као и пажња којом га испочетка обасипају, а постаје и свјестан својих осјећања према Дикију.

## Улоге
| Глумац             | Улога              |
| ------------------ | ------------------ |
| Мет Дејмон         | Том Рипли          |
| Гвинет Палтроу     | Марџ Шервуд        |
| Џуд Ло             | Дики Гринлиф       |
| Кејт Бланчет       | Мередит            |
| Филип Симор Хофман | Фреди Мајлс        |
| Џек Давенпорт      | Питер Смит-Кингсли |